# Paraná HP
Paraná HP é um clube de futebol americano de Curitiba, Paraná, Brasil. Sagrou-se tricampeão estadual em 2019.

## Títulos
Estaduais
- Campeonato Paranaense de Futebol Americano  3: 2016, 2017 e 2019.

Vice campeão em 2018.